# 박인숙 (1948년)
박인숙(朴仁淑, 1948년 11월 10일 ~ )은 자유한국당의 정치인이자 19, 20대 서울 송파구(갑) 국회의원이었다. 서울아산병원 소아심장과 교수, 선천성심장병 센터장, 울산의대 학장을 역임하였다. 한때 바른정당에 있었으나 자유한국당으로 복당하였다.

## 학력
- 서울일신국민학교 (졸업)
- 경기여자중학교 (졸업)
- 경기여자고등학교 (졸업)
- 서울대학교 의과대학 의학과 (졸업)

## 경력
- 제19·20대 국회의원 (자유한국당 서울 송파구 갑)
- 울산의대 학장
- 서울아산병원 소아청소년 심장과 의사
- 울산의대 서울아산병원 선천성심장병 센터장
- 보건복지부 선천성 기형 및 유전질환 유전체연구센터장
- 보건복지부 질병관리본부 희귀난치성질환 센터장
- 2016.06 : 국회 연구모임 Agenda 2050 정회원
- 2018.12 : 자유한국당 정책조정위원회 제7정조정위원회(과방·교육·문체) 위원장
- 2020.01 ~ 2020.02 : 자유한국당 2020 총선 공약개발단 7정책조정위원회 과방·교육·문체 공약 총괄 공동팀장
- 2020.02 ~ 2020.03 : 미래통합당 2020 총선 공약개발단 7정책조정위원회 과방·교육·문체 공약 총괄 공동팀장
- 2020.02 : 미래통합당 우한 폐렴 대책 태스크포스 위원
- 2020.08 : 미래통합당 코로나19 대책특별위원회 위원
- 우리아이들병원 명예원장
- 2021.08 ~ 2021.11 : 국민의힘 유승민 제20대 대통령 선거 예비후보 희망22 보건의료상임특보
- 2021.12 ~ 2022.01 : 국민의힘 살리는 선거대책위원회 직능총괄본부 직능지원단 코로나의료지원본부장
- 2022.03 ~ : 디알비동일 사외이사
  - 디알비동일 감사위원회 위원장
  - 디알비동일 ESG위원회 위원
- 2023년 4월 대한민국헌정회 이사
- 대한의사협회 의대증원 저지 비상대책위원회 대외협력위원장

## 역대 선거 결과
|  | 52.80% |

|  | 43.98% |

## 소속 정당
| 소속 정당 | 소속 정당  | 소속 기간 | 비고                |
| --------- | ---------- | --------- | ------------------- |
|           | 새누리당   | 2012~2016 | 당명 변경           |
|           | 무소속     | 2016~2017 | 탈당                |
|           | 바른정당   | 2017~2018 | 창당                |
|           | 무소속     | 2018      | 탈당                |
|           | 자유한국당 | 2018~2020 | 복당                |
|           | 미래통합당 | 2020      | 합당                |
|           | 국민의힘   | 2020~2023 | 당명 변경 정계 은퇴 |
|           | 무소속     | 2023~현재 | 탈당                |

## 같이 보기
- 송파구 갑
- 서울 송파구의 국회의원